# ペテルブルク路面電車機械工場
ペテルブルク路面電車機械工場（ロシア語: Петербургский трамвайно-механический завод、ПТМЗ）は、かつてロシア連邦（旧：ソビエト連邦）のサンクトペテルブルク（旧：レニングラード）に存在した輸送用機器メーカー。地元のサンクトペテルブルク市電向けの電車を中心とした路面電車やトロリーバスの製造を行っていたが、2013年に倒産した。1934年の操業開始時から1960年代までは「車両修理工場（Вагоноремонтного завода、ВАРЗ）」、1970年代から1990年代初頭までは「レニングラード都市電気車両修理工場（Ленинградском заводе по ремонту городского электрического транспорта、ЗРГЭТ）」と言う社名であった。

## 歴史
ペテルブルク路面電車機械工場は、元々レニングラード市電で使用される電車を始めとした車両の修理を手掛ける工場「車両修理工場（ВАРЗ）」として計画された経緯を持ち、1929年に設立後同年から建設が始まった。一方、同時期のレニングラード市電では大型ボギー車（LM-33）の大量導入が検討されていたが、市電の車両基地の設備では量産に適さず、新たな施設が必要となった。そこで、この修理工場を路面電車車両の生産に用いる事が決定し、設計を変更した上で翌1934年5月15日から操業が始まった。
1930年代から1940年代初頭までLM-33の製造が行われた他、市電で使用されていた従来の電車（2軸車）の修理も担当した。だが、第二次世界大戦中に勃発したレニングラード包囲戦の影響で路面電車車両の生産は中断され、工場は弾薬の生産や戦車・自走砲のエンジンの修理に用いられた。車両の製造が再開されたのは解放後の1944年からとなり、1949年から作られたLM-49以降はレニングラード市電以外の路面電車への導入も開始された。1966年には初の連接車（2車体連接車）となるLVS-66が試作されたが、本格的な連接車の量産は1980年代後半から製造が開始されたLVS-86以降となった。路面電車車両以外にも1981年からはトロリーバスの生産にも着手し、ソ連各地の都市へ導入された。また、1970年代から1980年代にかけては「レニングラード都市電気車両修理工場（ЗРГЭТ）」という社名を名乗っていた。
ソビエト連邦の崩壊後、同社は形態を合資会社に改め、社名も「ペテルブルク路面電車機械工場（Петербургский трамвайно-механический завод）」に変更した。その後も引き続きレニングラード市電改めサンクトペテルブルク市電向けの車両の生産を続けた一方、シベリア地方を始めとした他都市への導入も本格的に視野に入れた車両開発を進め、1999年以降量産されたLM-99は首都・モスクワ（モスクワ市電）にも導入された。また2005年からは車内の一部の床上高さを下げバリアフリーに対応した部分超低床電車の生産に順次移行し、ロシア連邦やウクライナ各地の路面電車事業者向けに多数の車両が作られた。
2003年にはダイダロスグループ（группа "Дедал"）の完全子会社となり、2011年には同グループの傘下企業であったワゴンマッシュが手掛ける地下鉄車両の量産も可能とする工場の拡張計画も発表された。だが、同時期にはサンクトペテルブルク市電を始めとした各地の需要減少に加えて製造車両の信頼製低下が重なり、ペテルブルク路面電車機械工場の経営は悪化の一途を辿った。その結果、2012年にウクライナ・マリウポリ（マリウポリ市電）向けに製造された電車を最後に生産が停止し、2013年5月に破産宣告が下された。負債総額は18億ルーブルで、うち13億ルーブルはロシア貯蓄銀行からの融資分だった。
経営破綻後も工場の建物は放置されていたが2015年3月31日に500 m2が焼失する火災が発生し、翌2016年から2018年にかけて建物および内部に放置された製造途中の車両の解体が行われた。跡地には立地条件の良さを活かし野菜専門店を建設する計画も存在したが、最終的に2014年に実施された入札でスウェーデンのVTE社が落札し、住宅地として再開発される事になっている。

## 主要製品
以下、太字で書かれた形式は量産が実施されたものである他、「路面電車」欄で「○○・△△」と記されている形式名については、「○○」は運転台や主電動機、集電装置を備えた電動車、「△△」はそれらを有していない付随車を示す。

### 路面電車

#### ボギー車
- LM-33・LP-33[8]
- LM-36・LP-36（ロシア語版）
- LM-47・LP-47[8]
- LM-49・LP-49[9]
- LM-57[9]
- LM-67[10]
- LM-68[10]
- LM-68M[11][20]
- LM-93（71-132）[11]
- LM-99（71-134）[21]
- LM-2000（71-135）（ロシア語版）[11][22]
- LM-2008（71-153）[3]

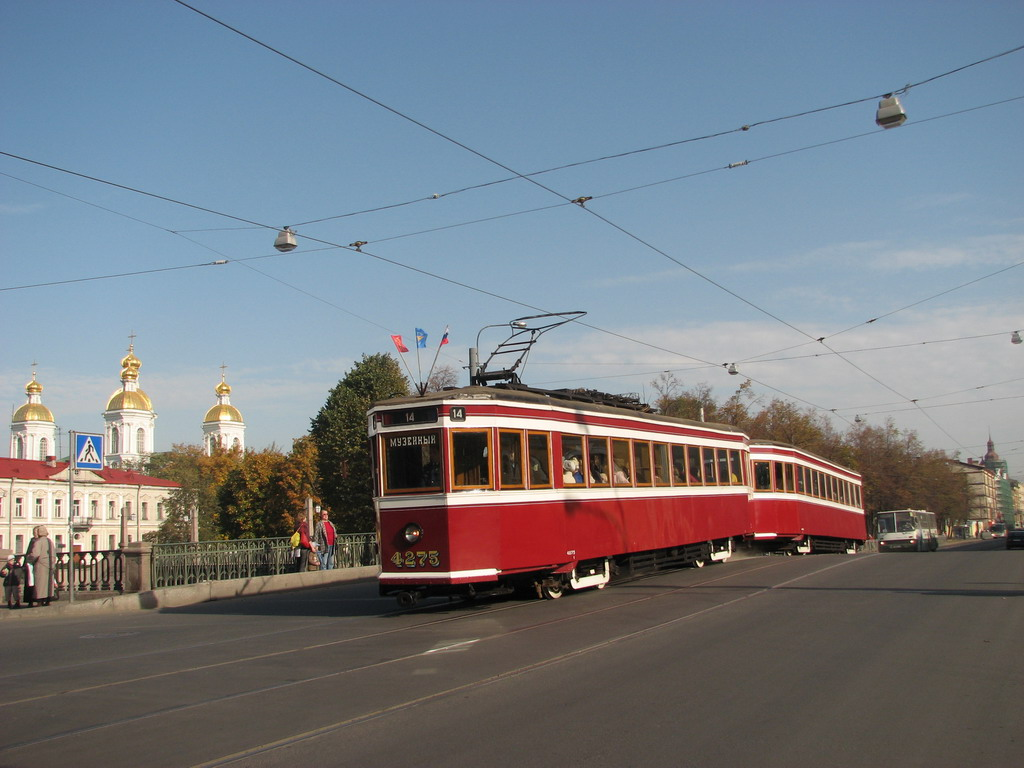
LM-33・LP-33
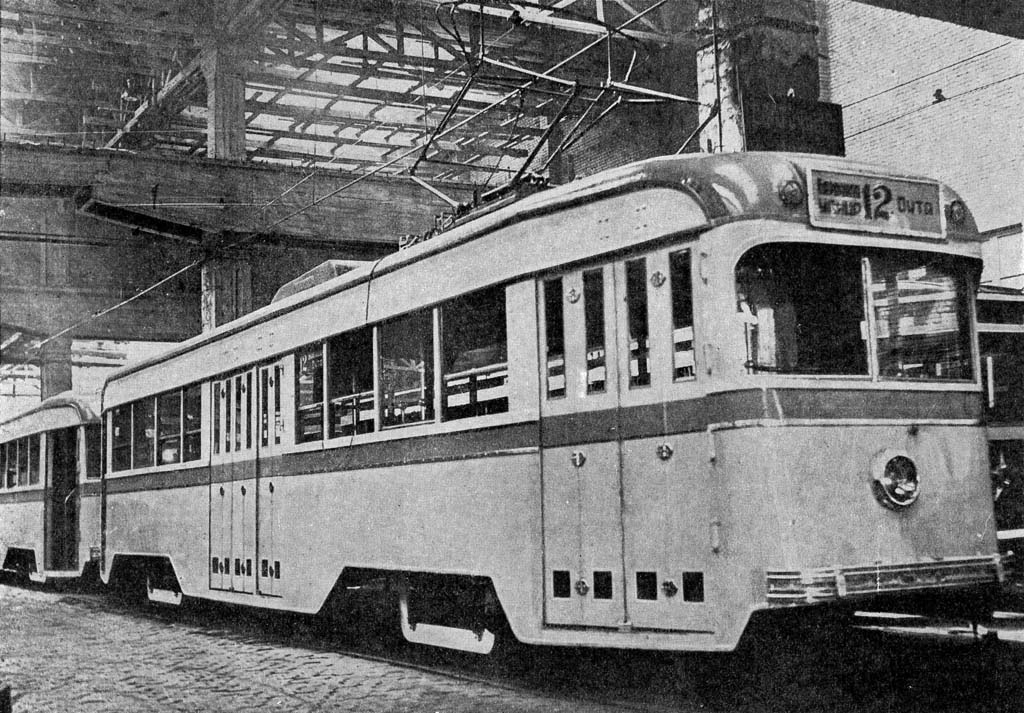
LM-36・LP-36
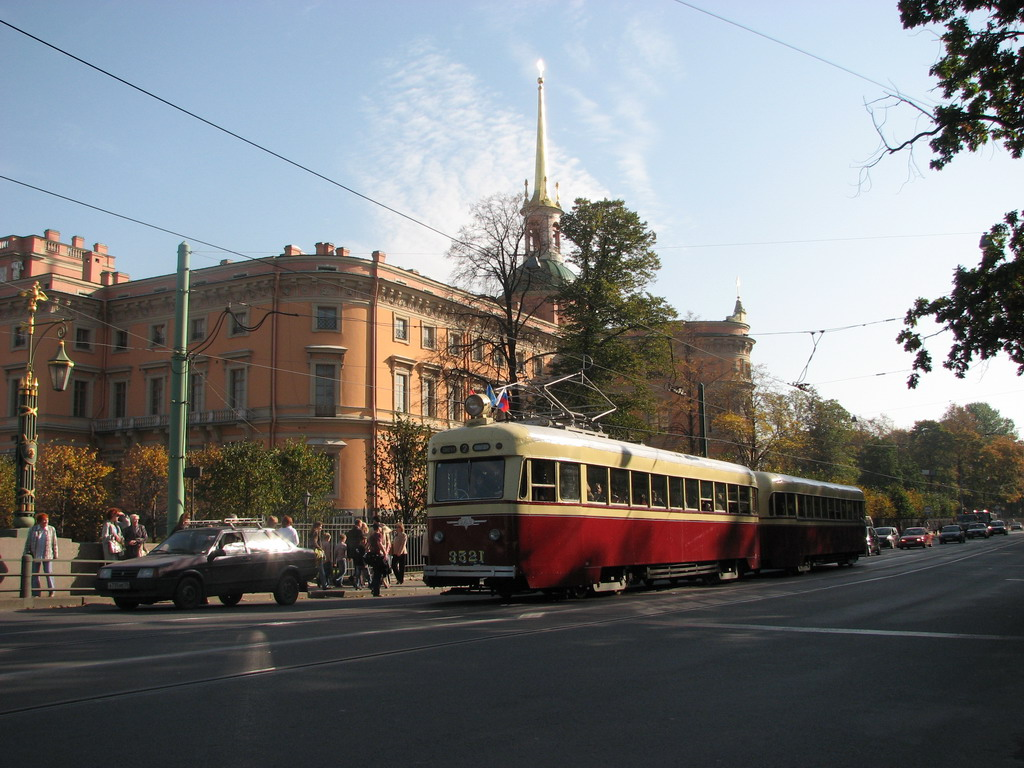
LM-47・LP-47
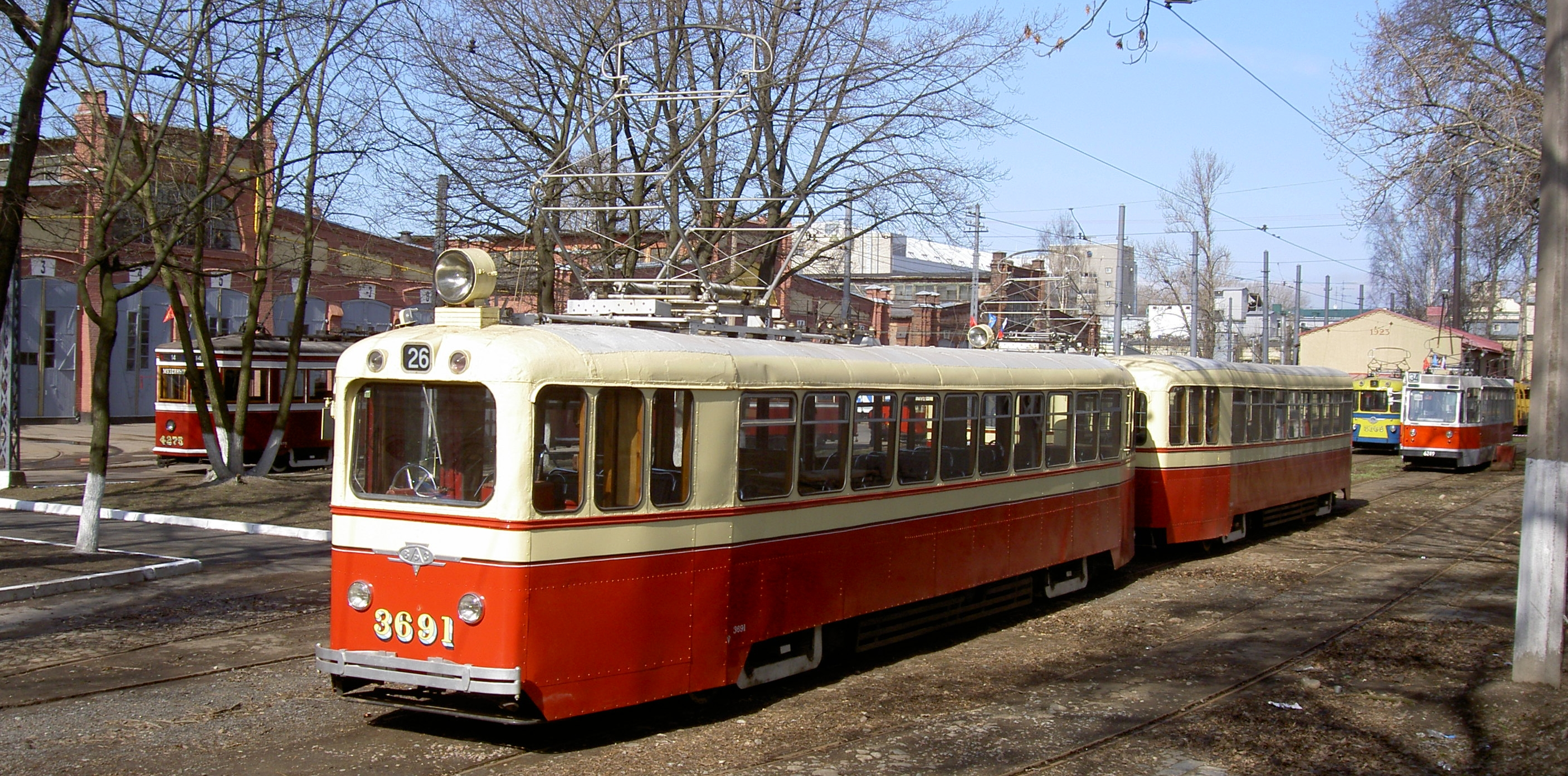
LM-49・LP-49
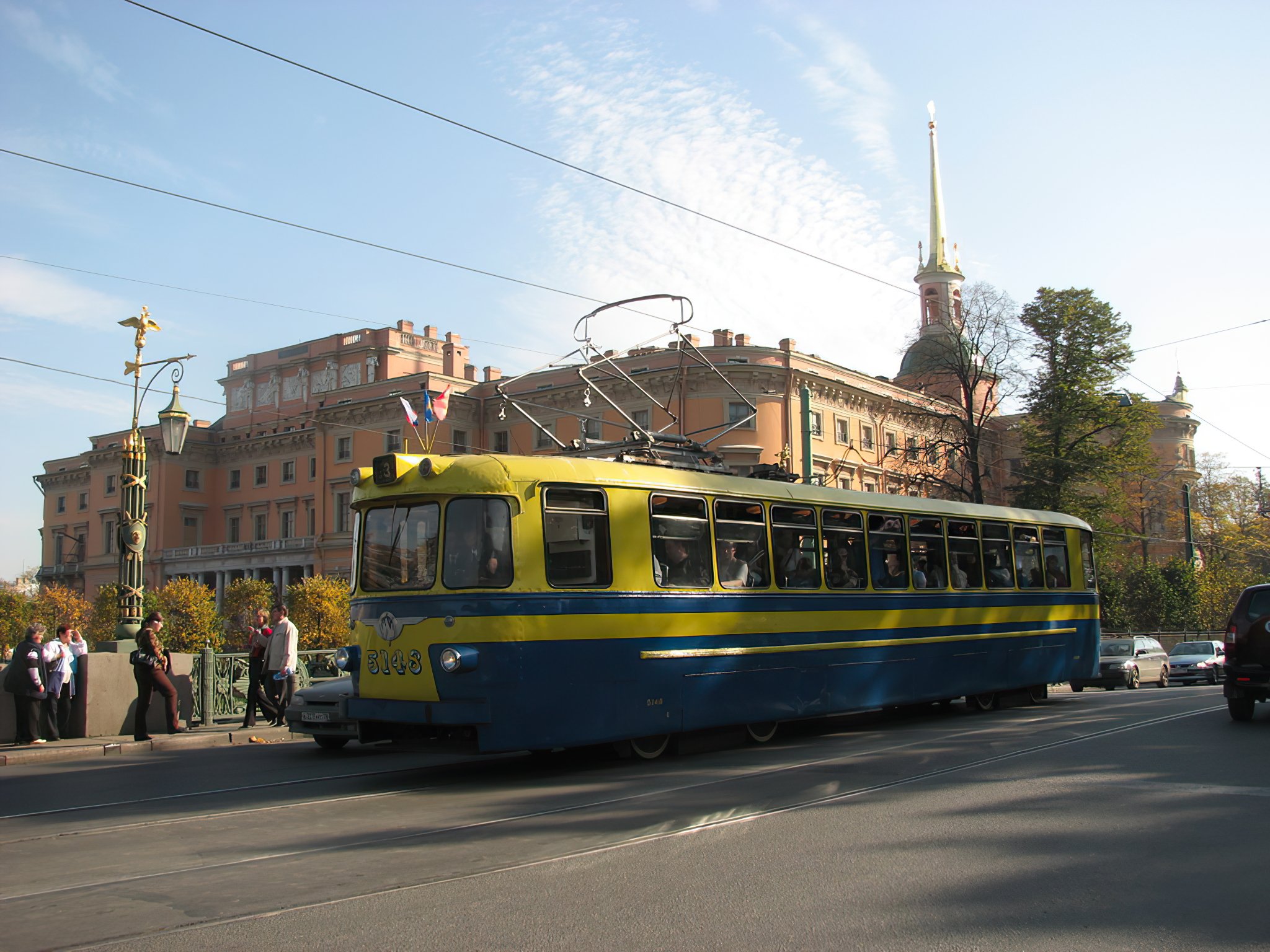
LM-57
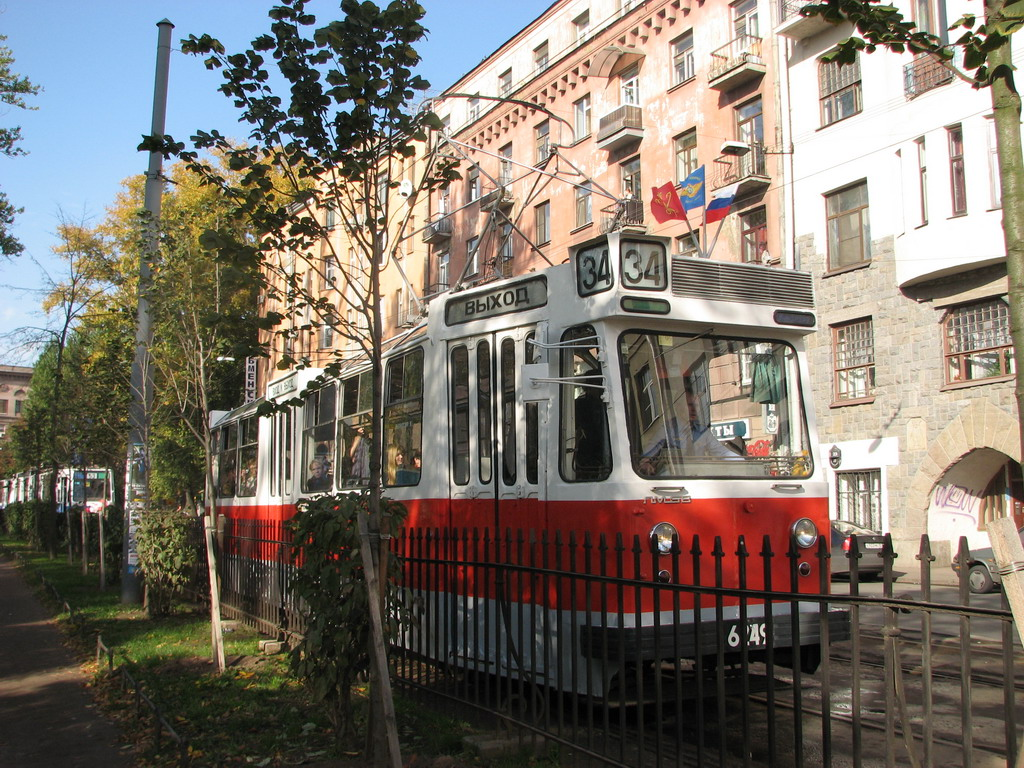
LM-68
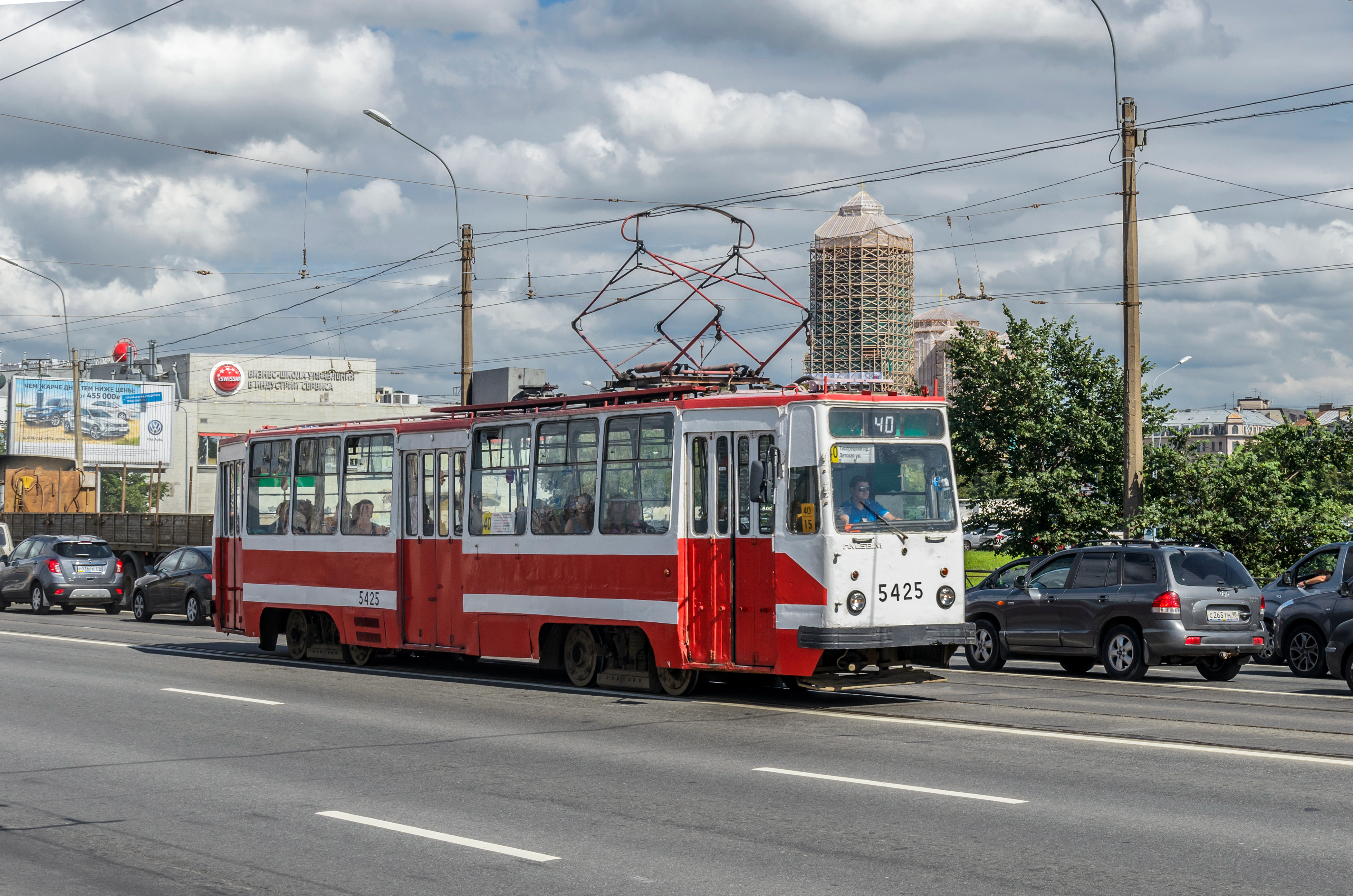
LM-68M
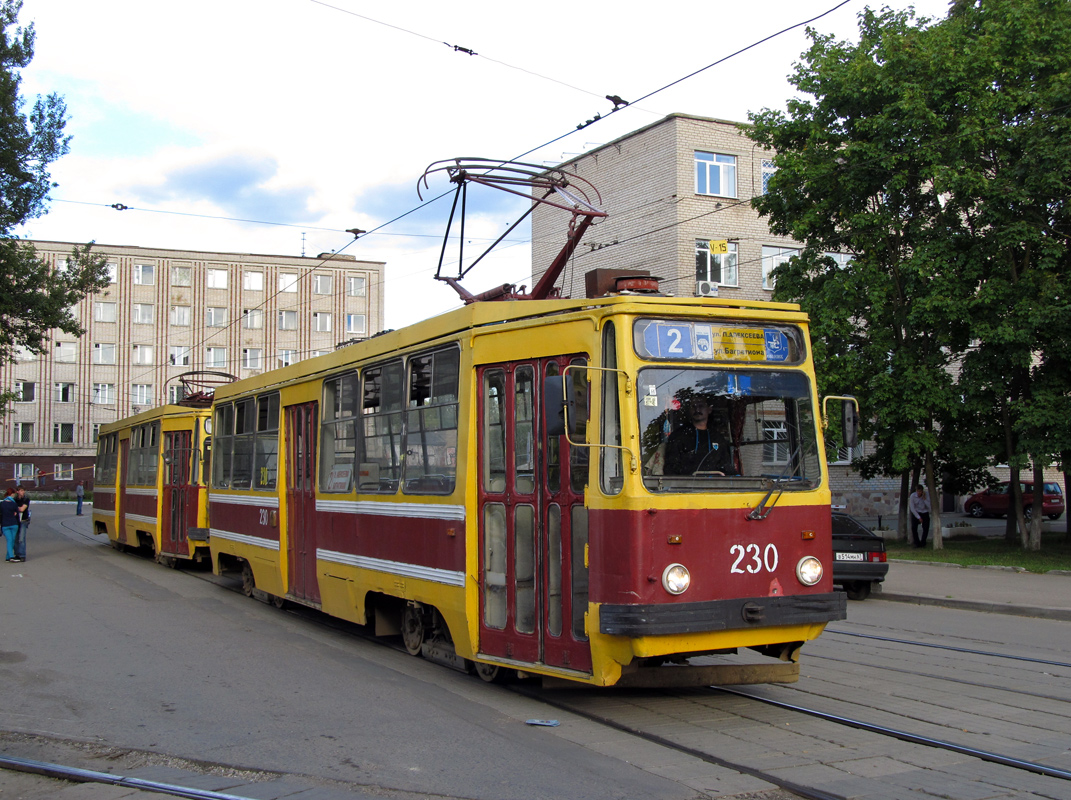
LM-93（71-132）
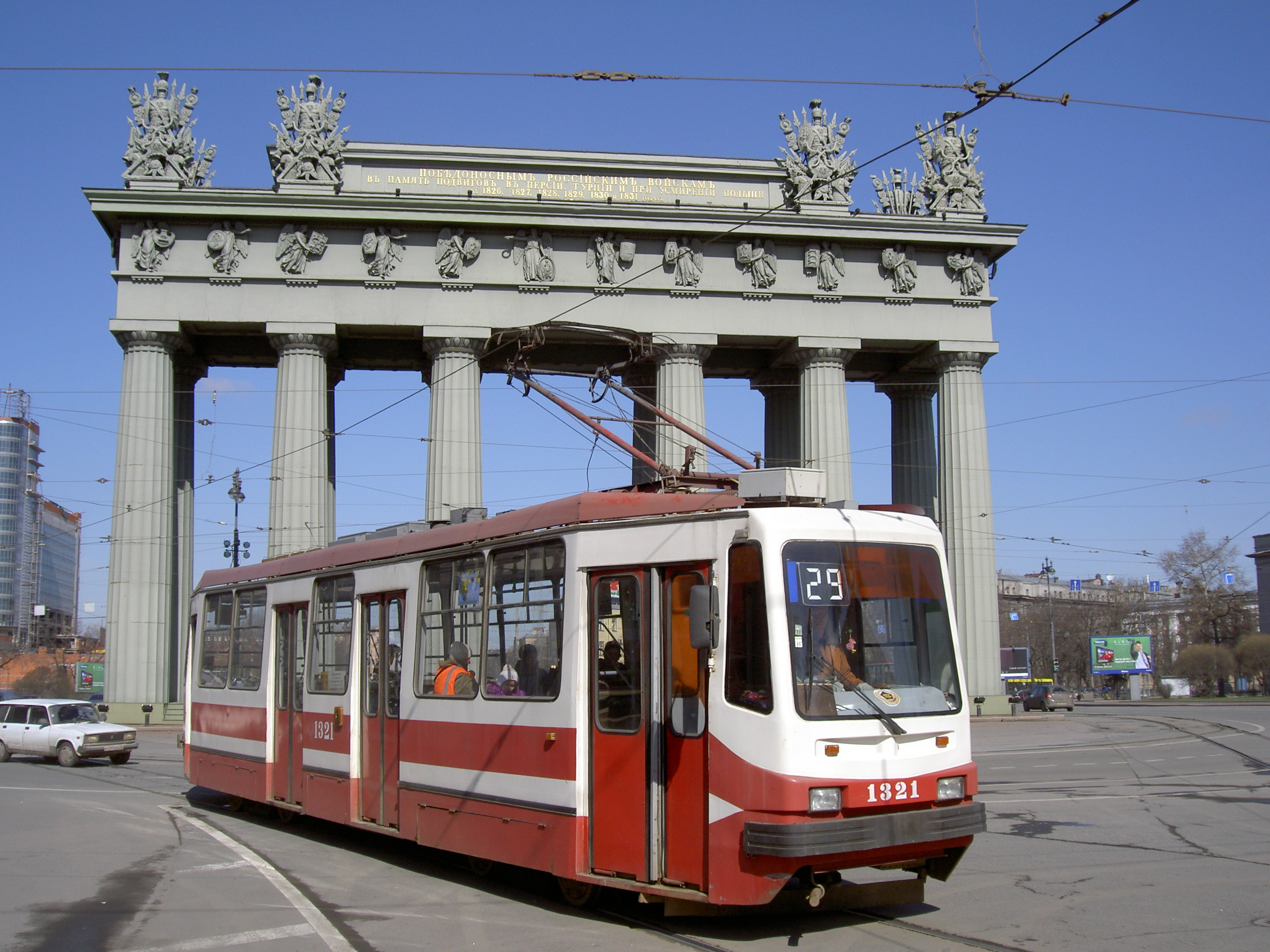
LM-99（71-134）
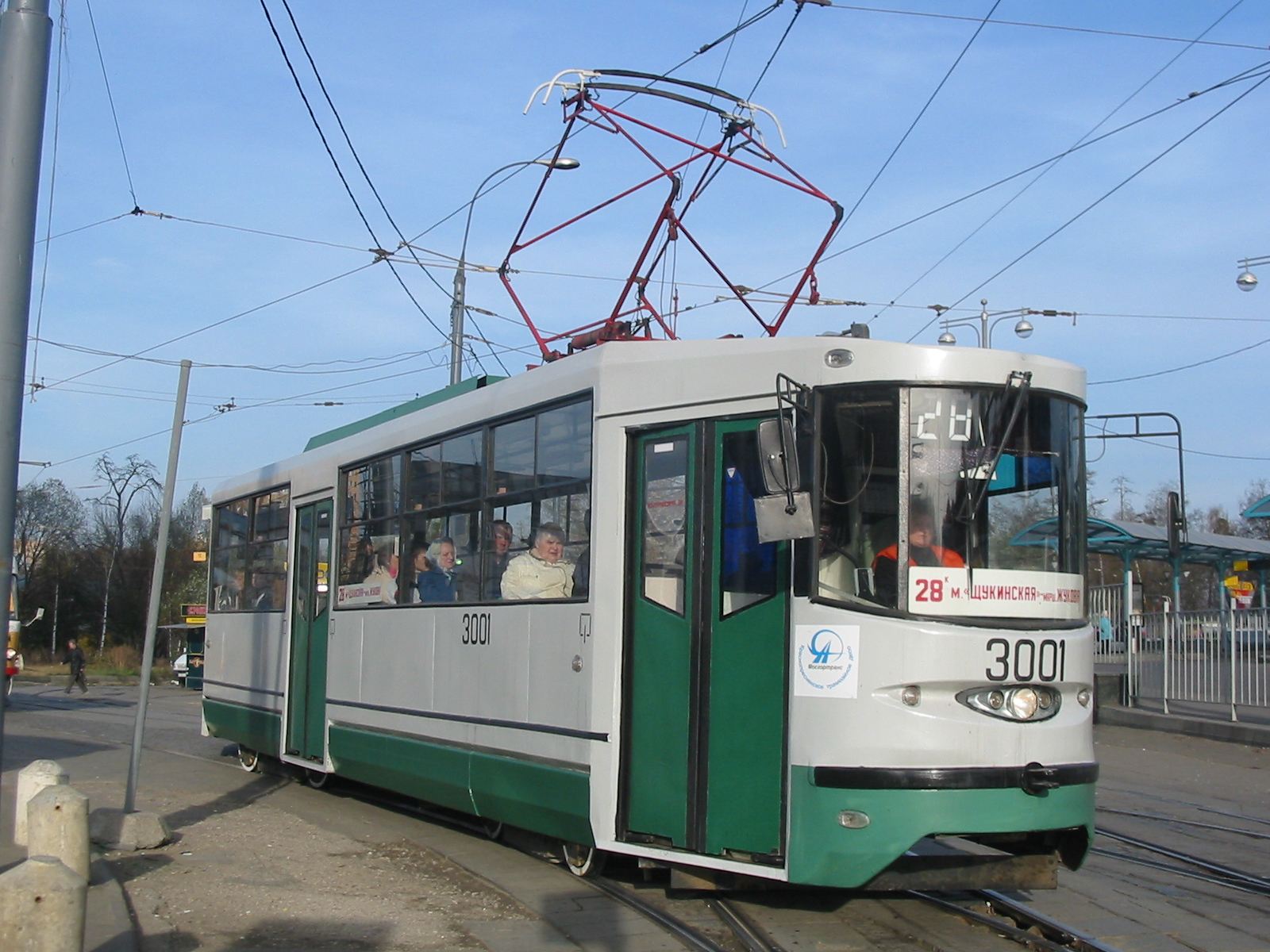
LM-2000（71-135）
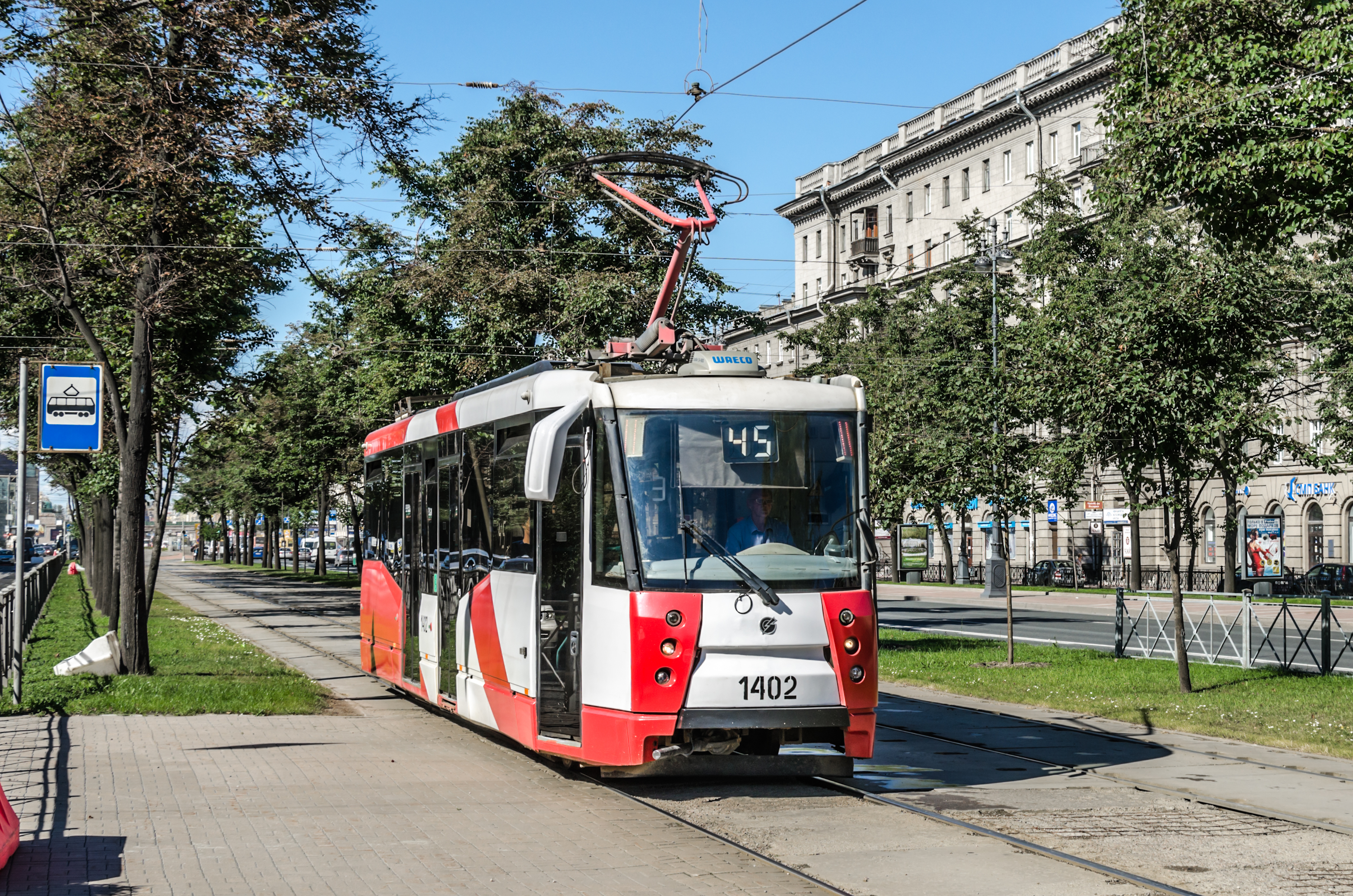
LM-2008（71-153）

#### 連接車
- LVS-66（ロシア語版） - 2車体連接車[9]
- LVS-80（ロシア語版） - 2車体連接車[9]
- LVS-86（71-86） - 2車体連接車[3][11]
- LVS-89 - 3車体連接車[9]
- LVS-93 - 3車体連接車[9][11]
- LVS-97（71-147） - 2車体連接車[11][23]
- LVS-2005（71-152） - 2車体連接車[3]
- LVS-2009（71-154） - 3車体連接車[24]

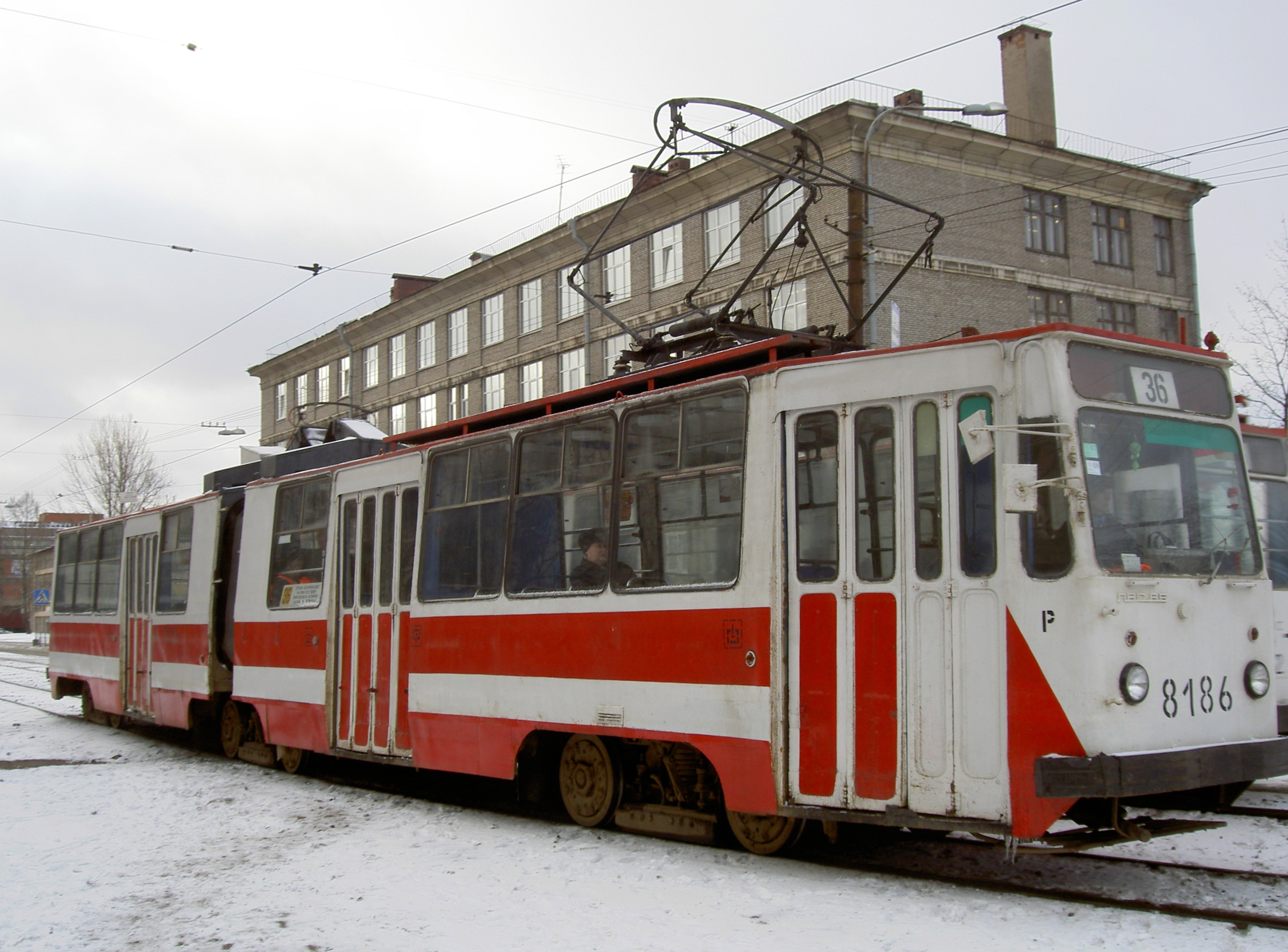
LVS-86
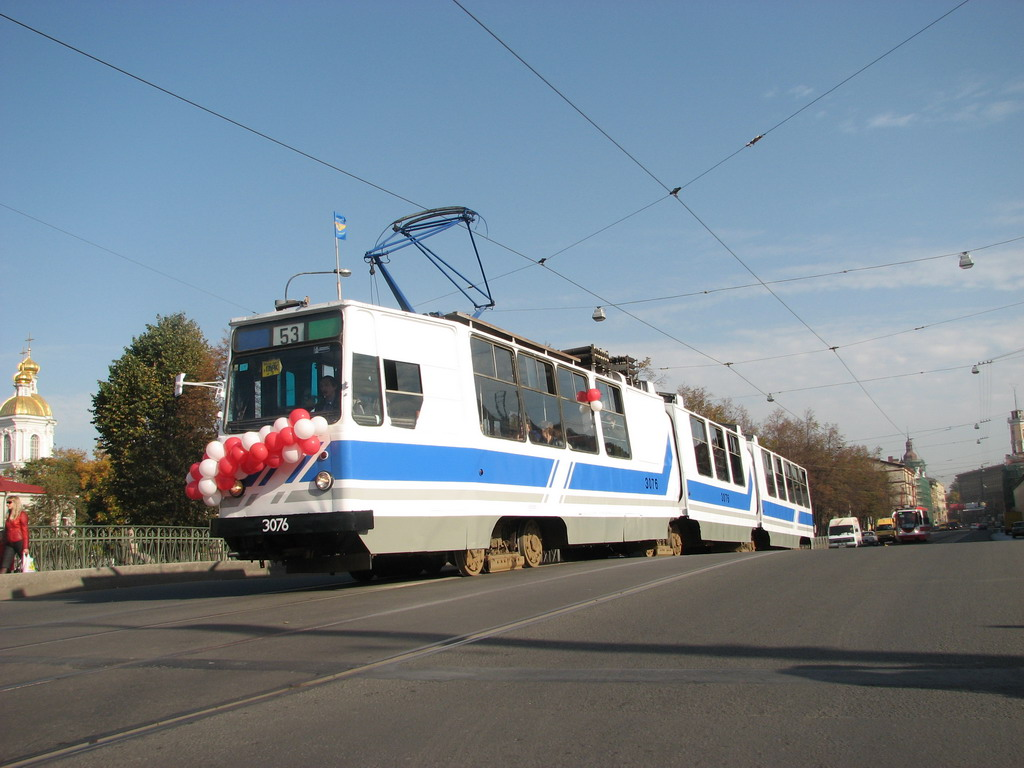
LVS-89
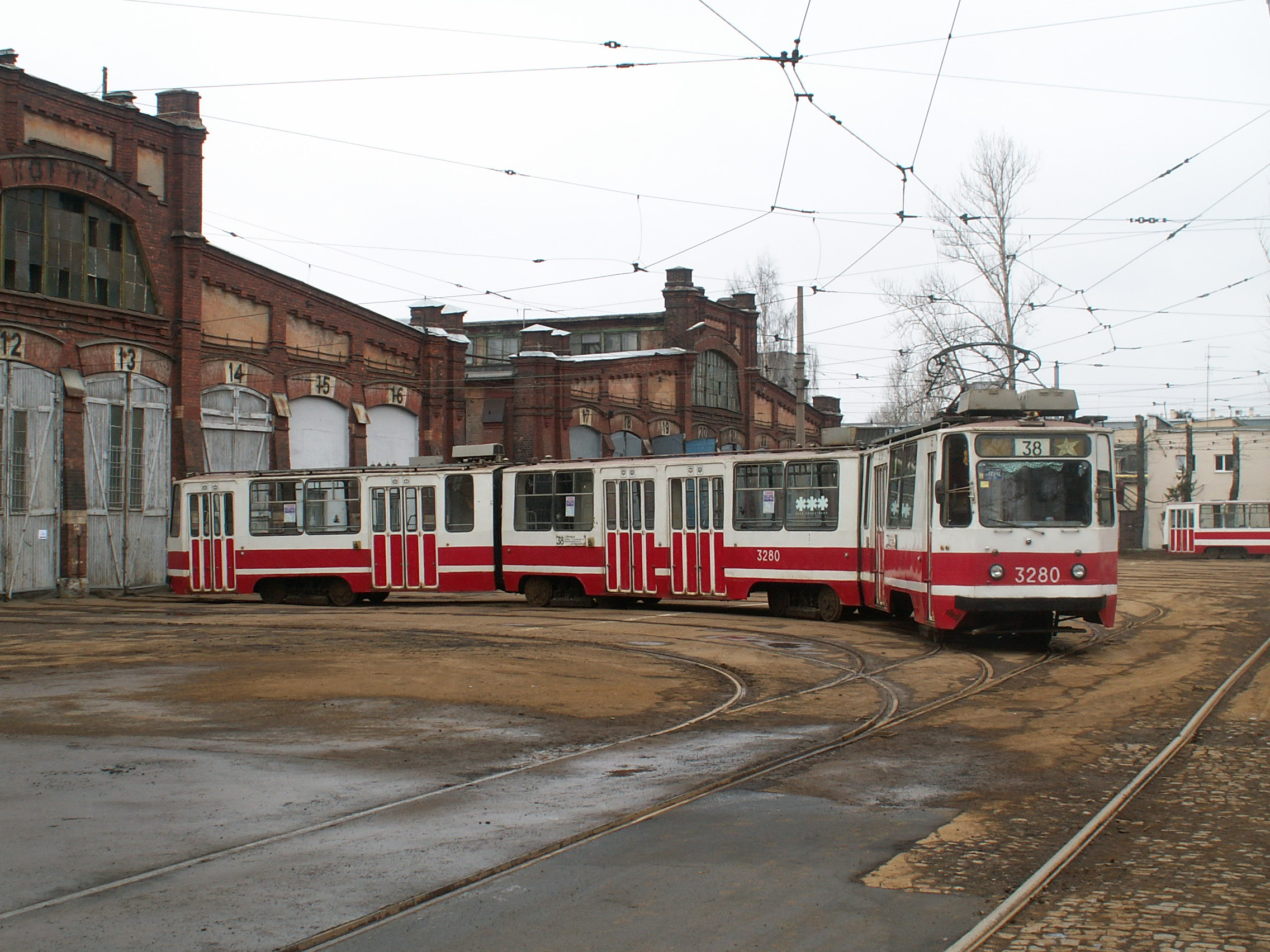
LVS-93
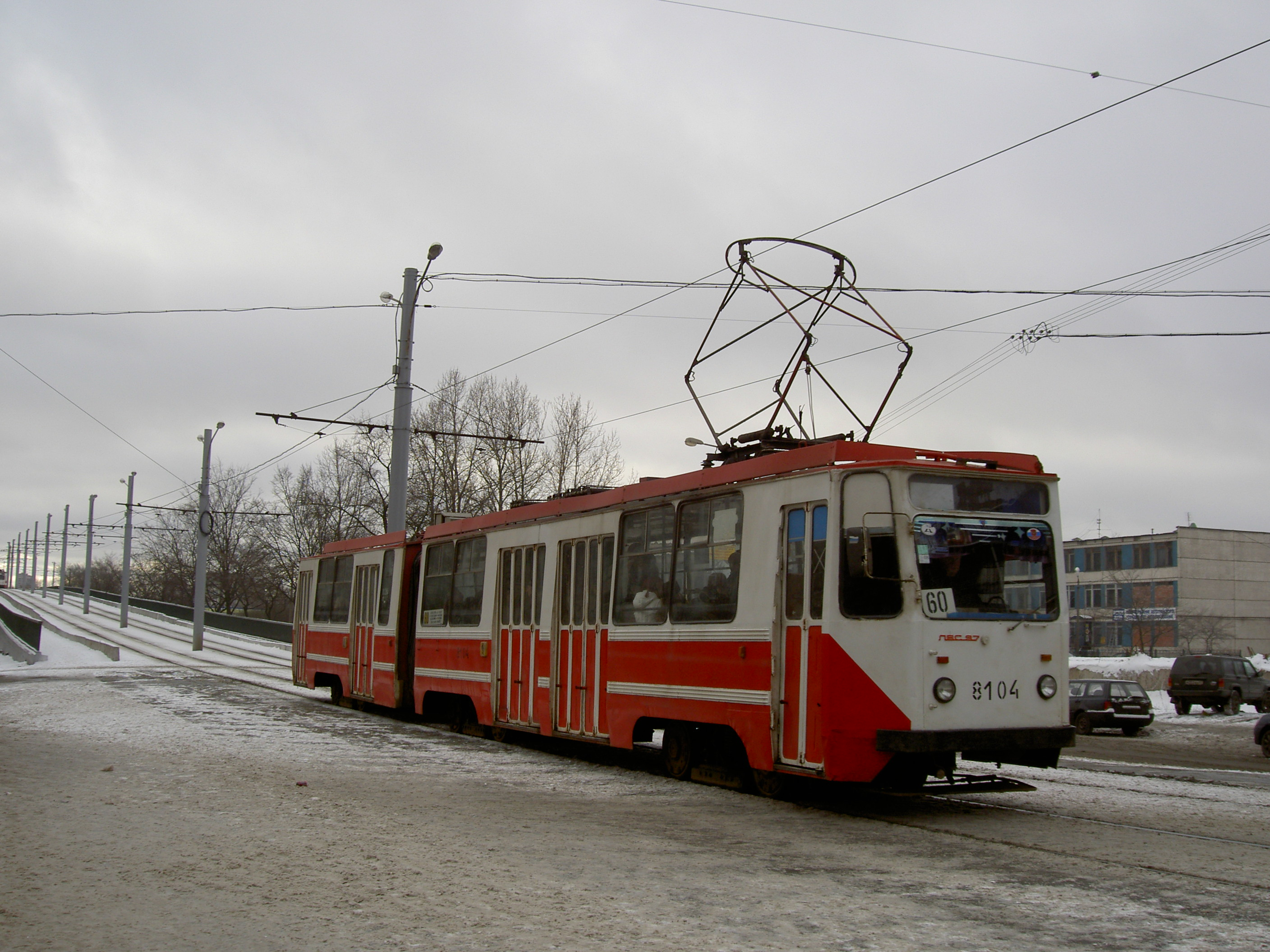
LVS-97（71-147）
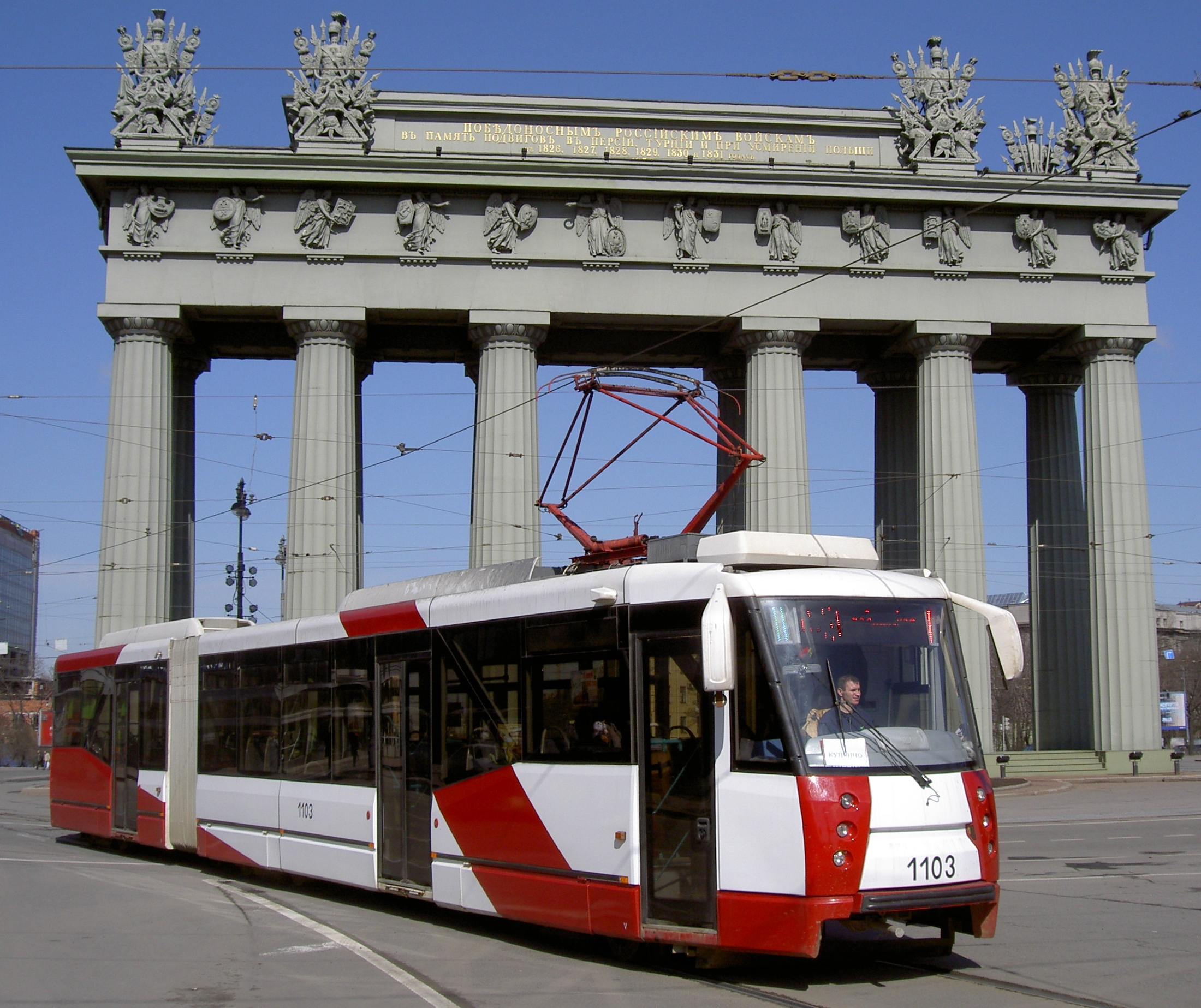
LVS-2005（71-152）
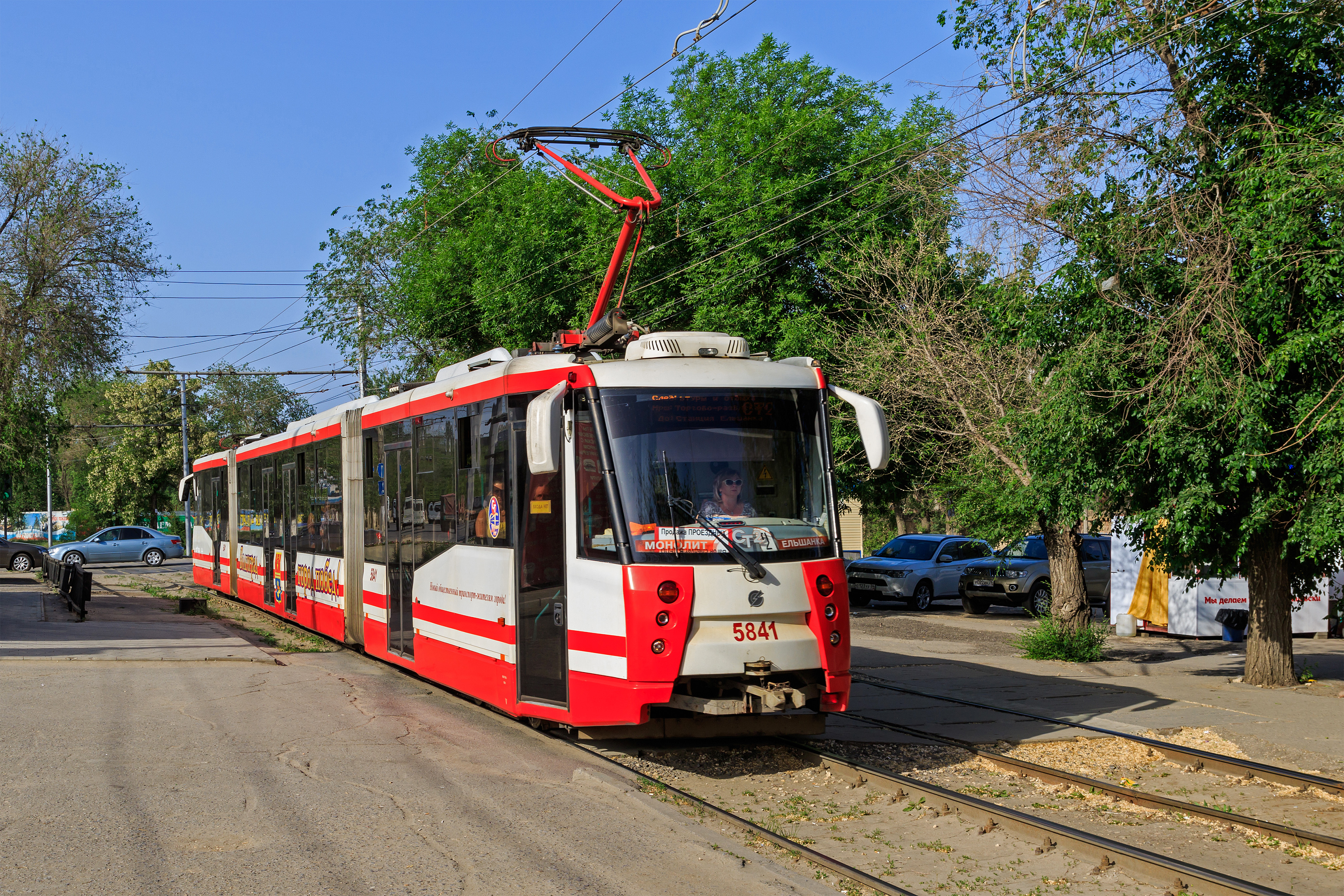
LVS-2009（71-154）

### トロリーバス
- ZiU-9（ロシア語版）[9]
- PTZ-210[25]
- PTZ-5283[25][26]
- PTZ-5283-3[25]

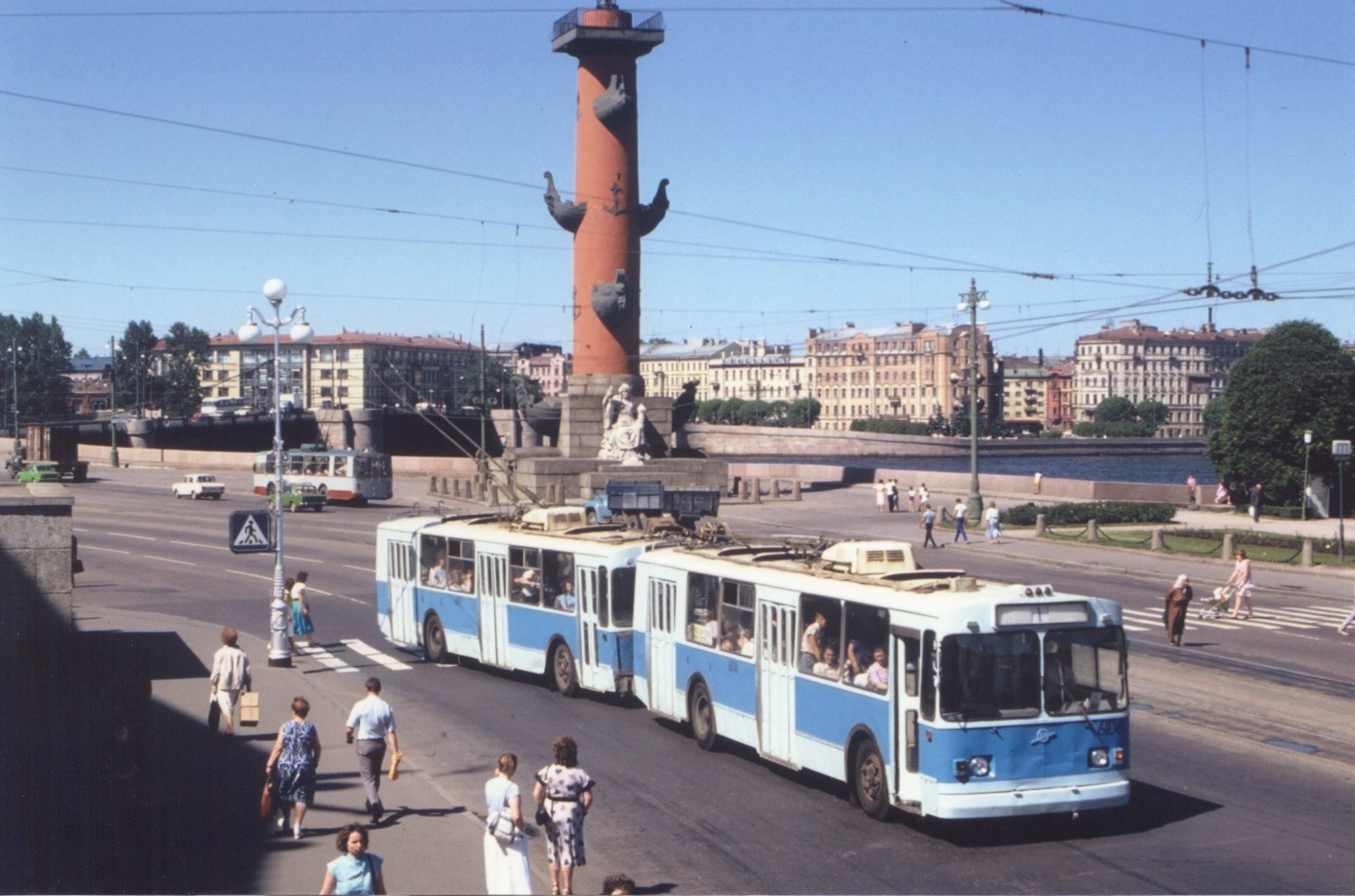
ZiU-9

## 参考資料
- ПТМЗ (2004年). “70 лет”. 2020年3月22日閲覧。

- 服部重敬「定点撮影で振り返る路面電車からLRTへの道程 トラムいま・むかし 第10回 ロシア」『路面電車EX 2019 vol.14』、イカロス出版、2019年11月19日、96-105頁、ISBN 978-4802207621。